# منبع جریان

شکل ۱: یک منبع جریان ایده‌آل I که مقاومت R را تغذیه کرده و باعث به‌وجود آمدن ولتاژ V را در دو سر می‌گردد.

منبع جریان (به انگلیسی: Current source) یک مدار الکتریکی است که مستقل از ولتاژ در دو سر خود یک جریان الکتریکی را جذب کرده یا تحویل می‌دهد.
منبع جریان دوگان (یا همزاد) منبع ولتاژ است. اصطلاح منبع جریان ثابت یا سینک (به انگلیسی: Sink) در بعضی موارد به منابعی گفته می‌شود که توسط یک منبع ولتاژ منفی تغذیه می‌شوند. شکل ۱ یک منبع جریان ایده‌آل را نشان می‌دهد که یک بار مقاومتی را تغذیه می‌کند. دو نوع منبع جریان وجود دارد: منبع جریان مستقل (یا سینک) که جریانی ثابت را تحویل می‌دهد و منبع جریان وابسته که جریانی را متناسب با ولتاژ یا جریانی عنصر یا بخشی دیگر از مدار تحویل می‌دهد.